# Araneus bilunifer
Araneus bilunifer là một loài nhện trong họ Araneidae.
Loài này thuộc chi Araneus. Araneus bilunifer được Mary Agard Pocock miêu tả năm 1900.